# Rango (estadística)
El Rango es la diferencia numérica entre el valor máximo y el valor mínimo; por ello, comparte unidades con los datos. Permite obtener una idea de la dispersión de los datos, cuanto mayor es el rango, aún más dispersos están los datos (sin considerar la afectación de los valores extremos).
El rango, también es llamado amplitud o recorrido de medida. 
Por ejemplo, para una serie de datos de carácter cuantitativo, como lo es la estatura medida en centímetros, tendríamos:
{\displaystyle x_{1}=185,x_{2}=165,x_{3}=170,x_{4}=182,x_{5}=155}
es posible ordenar los datos como sigue:
{\displaystyle x_{(1)}=155,x_{(2)}=165,x_{(3)}=170,x_{(4)}=182,x_{(5)}=185}
donde la notación x(i) indica que se trata del elemento i-ésimo de la serie de datos. De este modo, el rango sería la diferencia entre el valor máximo {\displaystyle x_{(k)}} y el mínimo {\displaystyle x_{(1)}}; o, lo que es lo mismo:
{\displaystyle R=x_{(k)}-x_{(1)}}
En nuestro ejemplo, con cinco valores, nos da que {\displaystyle R=185-155=30}.
El rango, amplitud o recorrido, se usa para tener una rápida idea del grado de dispersión o separación de un conjunto de datos, sin embargo, se quiere conocer con mayor precisión el nivel de dispersión, se recomienda recurrir a otras medidas estadísticas como la varianza o la desviación estándar.